# Désignation du pays organisateur du championnat d'Europe de football 2020
La désignation du pays organisateur du championnat d'Europe de football 2020 a eu lieu le 19 septembre 2014 à Genève en Suisse. Pour la première fois dans l'histoire de l'Euro, aucun pays organisateur n'est choisi. En effet, l'UEFA, ayant décidé d'organiser le tournoi dans toute l'Europe, pour célébrer les soixante ans de la première édition de la compétition, ce sont des villes hôtes, aux quatre coins de l'Europe, qui ont été choisies.

## Candidatures (nations)
Quelques nations avaient déjà fait part de leur envie d'organiser cet évènement. La Turquie, après deux échecs, voulait tenter une nouvelle fois. Des candidatures à trois pays organisateurs voyaient le jour pour la deuxième fois, après la tentative Scandinave infructueuse pour 2008.
Le 15 mai 2012 était la date limite pour soumettre une « lettre d'intention » à l'UEFA. Trois candidatures furent déposées.
En décembre 2012, l'UEFA a décidé de faire jouer cette compétition dans plusieurs villes européennes,, et non au sein du ou des deux pays organisateurs, suivant ainsi le souhait de son président Michel Platini d'éviter d'engager des dépenses pour les infrastructures (autoroutes, aéroports, stades, hôtels…) alors que la crise économique de 2008 n'est pas terminée. L'histoire de l'UEFA est aussi liée à celle des villes d'Europe (Coupe des villes de foires).
À la suite de l'annonce de l'UEFA d'organiser le championnat à travers l'ensemble du continent, les candidatures de pays sont devenues obsolètes. La compétition devrait se dérouler dans 13 villes différentes.
Le 7 octobre 2013, Michel Platini envisagerait d'ouvrir la compétition aux équipes non-européennes comme le Brésil, l'Argentine et l'Uruguay comme pour la Copa América avec le Japon et les équipes de la CONCACAF.

### Candidatures officielles (nations)

#### Turquie
Le 17 avril 2012, la fédération turque de football fut la première à annoncer sa candidature à l'organisation de l'Euro 2020,.
La Turquie échoua à présenter une candidature commune avec la Grèce pour l'organisation de l'Euro 2008, et ne remporta pas l'organisation des deux tournois suivants auxquelles elle était candidate. L'organisation de l'Euro 2012 fut remportée par la Pologne et l'Ukraine, puis la France remporta l'organisation de l'Euro 2016 grâce à une voix d'écart.
On craignit que la candidature turque souffre de la candidature d'Istanbul à l'organisation des Jeux olympiques d'été de 2020, le président de l'UEFA Michel Platini et le CIO étant peu enclins à voir le pays organiser les deux évènements la même année. Le gouvernement turc marque sa préférence pour l'organisation des Jeux olympiques. Le 8 mai 2012, le président du CIO Jacques Rogge annonça que la Turquie devrait renoncer à l'organisation de l'Euro 2020 en cas de désignation d'Istanbul pour l'organisation des J.O. de 2020 ; les règles du CIO prescrivant que le pays organisateur olympique ne peut pas accueillir un autre évènement sportif majeur la même année.
Mais le CIO annonça le 7 septembre 2013 que la ville choisie pour l'organisation des Jeux olympiques 2020 était Tokyo.

#### Pays de Galles, Écosse et Irlande
Le 14 mai 2012, soit un jour avant la date limite, le président de l'Association écossaise de football (SFA) Stewart Regan confirma que la SFA et l'Association galloise de football étaient en discussion pour une candidature commune à l'organisation du tournoi. Les deux nations avaient précédemment abandonné un plan similaire en vue d'organiser l'Euro 2016, en 2009. Le 15 mai 2012, il est apparu que les associations écossaise et galloise ont fait équipe avec l'Association irlandaise de football pour formellement soumettre une candidature de dernière minute.
Glasgow sera la ville hôte des Jeux du Commonwealth de 2014 et est également candidate à l'organisation des Jeux olympiques de la jeunesse d'été de 2018.

#### Azerbaïdjan et Géorgie

Azerbaïdjan et Géorgie.

Le 7 mars 2012, le président de la Géorgie Mikhail Saakachvili annonça l'intention de son pays de soumettre une candidature à l'organisation de l'Euro 2020, aux côtés de l'Azerbaïdjan, directement à l'Assemblée nationale de la République d'Azerbaïdjan. La candidature de Bakou à l'organisation des Jeux olympiques d'été de 2020 aurait pu mettre la candidature de l'Euro en péril. Le 8 mars 2012, la responsable de la candidature aux JO Konul Nurullayeva déclara que le pays se focalisera sur la candidature aux JO plutôt que sur l'Euro. Le 15 mai 2012, quelques heures après l'annonce de la candidature conjointe de l'Irlande, l'Écosse et le Pays de Galles, le ministre géorgien des sports Vladimir Vardzelachvili annonça l'intention de son pays de se déclarer intéressé pour organiser seul l'Euro 2020, tout en précisant sa préférence pour une candidature commune avec l'Azerbaïdjan. Le 24 mai 2012, l'Azerbaïdjan notifia à l'UEFA sa volonté de se joindre à la candidature géorgienne, à la suite du rejet de Bakou par le CIO de sa liste restreinte des villes candidates à l'organisation des JO de 2020.

### Candidats ayant renoncé à l'organisation (nations)
Six candidatures potentielles incluant neuf fédérations nationales et ayant précédemment annoncé un intérêt à l'organisation de l'Euro 2020 ont finalement renoncé ou n'ont finalement pas présenté de candidature avant la date limite.

#### Belgique
Le 4 décembre 2010, peu après le rejet de la candidature belgo-néerlandaise à l'organisation du Mondial 2018 par la FIFA, le Premier ministre belge Yves Leterme a autorisé une enquête en vue d'une possible candidature en solitaire pour l'Euro 2020.
La Belgique et les Pays-Bas ont organisé l'Euro 2000.

#### Bosnie-Herzégovine, Croatie et Serbie
Le représentant de la fédération croate de football Zorislav Srebrić déclara qu'un investissement pour la préparation d'une candidature pour l'organisation du tournoi serait digne d'intérêt. Le président de la Fédération de Football de Bosnie-Herzégovine Sulejman Čolaković suggéra que le tournoi unisse les peuples des trois nations bosniaque, croate et serbe. Aucun tournoi n'a jusqu'à présent été organisé dans trois pays à la fois. Des rapports en mai 2012 confirmèrent que les trois pays ne présenteront pas de candidature.
La Yougoslavie organisa l'Euro 1976 en utilisant deux stades : un à Zagreb (en Croatie) et un à Belgrade (en Serbie).

#### Bulgarie et Roumanie
En novembre 2007, le président de l'Union bulgare de football Borislav Mikhailov annonça qu'une candidature de la Roumanie et la Bulgarie était une possibilité. Cependant, un doute quant à cette candidature vit le jour à la suite des bruits plus récents d'une possible candidature conjointe de la Roumanie avec la Hongrie. Le 19 avril 2012, Mikhailov confirma que la Bulgarie ne participera pas au processus de sélection pour l'organisation de l'Euro 2020. La raison de ce retrait sont le succès de la candidature bulgare à l'organisation du Championnat d'Europe de football des moins de 17 ans 2015, ainsi que la candidature avancée de la Turquie et sa position favorable pour accueillir le tournoi. Il déclara voir en une candidature commune avec la Roumanie pour l'Euro 2028 un objectif plus réaliste pour le pays.

#### Allemagne
Le 4 mars 2012, juste avant le début du processus de sélection, le président de la fédération allemande Wolfgang Niersbach déclara qu'il considérait que l'organisation du tournoi serait une perspective attrayante pour le pays. Le 27 avril 2012, Niersbach déclara que l'Allemagne n'organisera pas l'Euro 2020 et signala que c'était au tour d'autres pays d'organiser des tournois internationaux, l'Allemagne ayant précédemment accueilli la Coupe du monde de football masculine de 2006 et la Coupe du monde de football féminin 2011.
L'Allemagne sera finalement désigné le 27 septembre 2018 pour accueillir l'Euro 2024 et a déjà organisé le tournoi à une occasion, lors de l'Euro 1988.

#### Hongrie et Roumanie
Le président de la fédération roumaine Mircea Sandu et la fédération hongroise annoncèrent l'intention des deux pays d'organiser conjointement l'Euro 2020 ou l'Euro 2024, en automne 2010. En mai 2012, il a été rapporté qu'il n'y aurait finalement pas de candidature de la part de la Hongrie et de la Roumanie.

#### Pays-Bas
Le 9 mars 2011, Harry Been, qui mena l'organisation conjointe avec la Belgique de l'Euro 2000, annonça que la KNVB considérerait sa candidature pour 2020. Le 23 mars 2012, il apparut que la KNVB avait finalement exclu de présenter une candidature. Les Pays-Bas décidèrent de ne pas se présenter, invoquant les fortes probabilités de voir la Turquie remporter l'organisation. Bert van Oostveen, président de la fédération néerlandaise, déclara qu'il considérerait une candidature pour l'Euro 2024.

## Candidatures (villes)
À la suite de l'annonce de l'UEFA d'organiser le championnat à travers l'ensemble du continent, les candidatures de pays sont devenues obsolètes. La compétition devrait se dérouler dans 13 villes différentes. L'UEFA offre deux options aux villes candidates : la première pour trois matches de groupe, un huitième ou un quart de finale, la seconde pour les deux demi-finales et la finale.

### Déclarations d'intention (villes)
Le 20 septembre 2013, l'UEFA a fait savoir que 32 déclarations d'intention lui avaient été envoyées pour l'accueil de matches de l'Euro 2020. Les fédérations européennes avaient jusqu'au 12 septembre pour confirmer leur intérêt.
- Amsterdam, Amsterdam Arena (53 052 places)
- Astana, Astana Arena (30 000)
- Athènes, stade olympique d'Athènes Spiros Louis (69 618)
- Bakou, stade olympique de Bakou (68 000)
- Bâle, Parc Saint-Jacques (38 512), annoncée le 6 septembre 2013[27],[28]
- Barcelone, stade Cornellà-El Prat (40 500)
- Belgrade, stade de l'Étoile rouge (55 538) ou nouveau stade national (60 000)
- Bilbao, nouveau stade San Mamés (53 332)
- Bruxelles, nouveau stade national (62 613). Le 5 septembre 2013, en Belgique un accord est intervenu concernant le nouveau stade national à Bruxelles. Il sera bien construit sur le parking C, derrière les palais du Heysel. Régions flamande et bruxelloise ont donné leur feu vert. Bruxelles se porte candidate le 11 septembre 2013 comme ville pour accueillir un match de l'Euro 2020[29].
- Bucarest, Arena Națională (55 600)
- Budapest, nouveau stade Ferenc-Puskás (65 000)
- Cardiff, Millennium Stadium (74 500)
- Chorzów, stade de Silésie (54 477)
- Copenhague, Parken Stadium (38 065)
- Donetsk, Donbass Arena (52 187)
- Dublin, Aviva Stadium (51 700)
- Erevan, stade Hrazdan (53 849)
- Glasgow, Hampden Park (52 063)
- Helsinki, stade olympique d'Helsinki (37 500)
- Istanbul, stade olympique Atatürk (76 092)
- Jérusalem, Teddy Kollek Memorial Stadium (50 000)
- Kiev, stade olympique de Kiev (70 050)
- Lisbonne, Estádio da Luz (65 647), annoncée le 12 septembre 2013[30].
- Londres, Wembley Stadium (90 000)
- Madrid, Estadio La Peineta (67 500)
- Milan, stade Giuseppe-Meazza (80 018)
- Kharkiv, stade Metalist (33 000)
- Munich, Allianz Arena (67 812), annoncée le 21 février 2013[25].
- Porto, Estádio do Dragão (50 399), annoncée le 12 septembre 2013[30].
- Prague, nouveau stade national (62 000)
- Rome, stade olympique de Rome (72 698)
- Saint-Pétersbourg, nouveau stade du FK Zenit (69 500)
- Skopje, Philip II Arena (33 460)
- Sofia, stade national Vassil-Levski (43 230), annoncée le 28 août 2013[31].
- Solna (Stockholm), Friends Arena (50 000)
- Valence, Nou Mestalla (75 100)
- Varsovie, stade national de Varsovie (58 145)
- Zagreb, nouveau stade national (55 000)

Un temps candidate à l'organisation de matches à travers la ville de Lyon, la France, organisatrice de l'édition précédente du Championnat, se retire pour « [laisser leur] chance à d'autres villes et pays européens », selon Noël Le Graët, président de la Fédération française de football.

### Candidatures officielles (villes)
Le 25 avril 2014, date limite pour la soumission des candidatures officielles, Dix-neuf pays ont formellement déposé un dossier de candidature d’une ville chacun pour l’Euro 2020.
Chaque pays pouvait postuler pour un des 12 packages, dits standards : de trois matchs de groupes et un huitième ou un quart de finale. Et postuler également pour un package spécial : les deux demi-finales et la finale (il n'y a pas de match pour la troisième place).
Deux villes ont postulé pour les deux packages (groupes et match éliminatoire + demi-finales et finale) : 
- Londres, Wembley Stadium (90 000)
- Munich, Allianz Arena (67 812)

17 villes ont postulé pour les packages standards :
- Amsterdam, Amsterdam Arena (53 052 places)
- Bakou, stade olympique de Bakou (68 000)
- Bilbao, nouveau stade San Mamés (53 332)
- Bruxelles, nouveau stade national (62 613)
- Bucarest, Arena Națională (55 600)
- Budapest, nouveau stade Ferenc-Puskás (65 000)
- Cardiff, Millennium Stadium (74 500)
- Copenhague, Parken Stadium (38 065)
- Dublin, Aviva Stadium (51 700)
- Glasgow, Hampden Park (52 063)
- Jérusalem, Teddy Kollek Memorial Stadium (50 000), écartée car le stade n'est pas catégorie 4 UEFA
- Minsk, nouveau stade national (40 000), écartée car le stade n'est pas catégorie 4 UEFA
- Rome, stade olympique de Rome (72 698)
- Saint-Pétersbourg, nouveau stade du FK Zenit (69 500)
- Skopje, Philip II Arena (33 460), écartée car le stade n'est pas catégorie 4 UEFA
- Sofia, stade national Vassil-Levski (43 230), écartée car le stade n'est pas catégorie 4 UEFA
- Solna, Friends Arena (50 000)

### Candidatures sélectionnées (villes)
Le 19 septembre 2014, jour des sélections de villes, le président de l'UEFA a officiellement annoncé les 13 villes sélectionnées pour l'Euro 2020. La fédération allemande s'est désistée de la candidature à la finale, en présentant sa candidature à l'organisation de l'Euro 2024. La fédération anglaise dément un accord, arguant qu'elle a le meilleur dossier et le plus grand stade. Munich reçoit néanmoins un package standard 1 (quart de finale). Bakou est plébiscitée alors que l'Azerbaïdjan était la dernière candidature sérieuse (nations, voir ci-dessus). Il restait 10 packages pour 12 candidatures, et Cardiff (21 points de vote) et Solna (Stockholm, 18 points de vote) sont les deux candidatures malheureuses. Bruxelles avait déjà réclamé le match d'ouverture à titre symbolique, alors qu'Amsterdam a obtenu davantage de votes,.
Package Spécial (les 2 demi-finales et la finale, stade d'au moins 60 000 places)
- Londres, Wembley Stadium (90 000)

Package Standard 1 (3 matchs de poules + un Quart de finale, stade d'au moins 60 000 places)
- Munich, Allianz Arena (67 812), 38 points de vote
- Bakou, stade olympique de Bakou (68 000), 37 points de vote
- Rome, stade olympique de Rome (72 698), 29 points de vote
- Saint-Pétersbourg, nouveau stade du FK Zenit (69 500), 20 points de vote

Package Standard 2 (3 matchs de poules + un Huitième de finale, stade d'au moins 30 000 places)
- Amsterdam, Amsterdam Arena (53 052 places) 58 points de vote
- Dublin, Aviva Stadium (51 700), 55 points
- Bilbao, stade San Mamés (53 332), 50 points
- Budapest, nouveau stade Ferenc-Puskás (65 000), 48 points
- Bruxelles, Eurostadium, Nouveau stade national, reporté.
- Glasgow, Hampden Park (52 063), 22 points
- Copenhague, Parken Stadium (38 065), vote Scandinavie
- Bucarest, Arena Națională (55 600), vote « Est »

L'UEFA retire Bruxelles de la liste des villes hôtes le 7 décembre 2017 du fait des retards pris dans la conception du nouveau stade, l'Eurostadium. Par la suite, le projet de nouveau stade est annulé. Ses quatre matchs sont rapatriés sur Wembley, qui accueillera donc sept matchs.